# Pepper's Ghost
Pepper's Ghost är det nittonde studioalbumet av gitarristen Buckethead och släpptes via TDRS Music den 1 mars 2007.
Skivan är mycket mer rakt fram än tidigare album och har mer "traditionellt" strukturerade låtar genom att hålla samma "skarpa och rena" ljudet av nyare album, som Crime Slunk Scene. På albumet ingår låten Imprint, som tillägnades regissören Takashi Miike, som gjorde samma ett avsnitt av serien Masters of Horror med namnet Imprint.
Namnet på albumet, samt det gröna ljuset som omger Buckethead i albumbilden, refererar till Peppers spöke.

## Låtlista
| Nr           | Titel                             | Längd |
| ------------ | --------------------------------- | ----- |
| 1.           | Pepper's Ghost                    | 5:00  |
| 2.           | Carpal Tunnel Slug                | 3:05  |
| 3.           | Magua's Scalp                     | 3:56  |
| 4.           | Imprint (tillägnad Takashi Miike) | 4:00  |
| 5.           | Goblin Shark                      | 2:20  |
| 6.           | Brewer in the Air                 | 3:53  |
| 7.           | Exit 209                          | 3:55  |
| 8.           | Plankton                          | 4:14  |
| 9.           | The Hills Have Headcheese         | 3:44  |
| 10.          | Bag Some Game                     | 0:56  |
| 11.          | Towel in the Kitchen              | 2:31  |
| 12.          | Callbox                           | 4:16  |
| 13.          | Embalming Plaza                   | 3:27  |
| Total längd: | Total längd:                      | 45:16 |